# Jerson Tegete
Jerson Tegete, né le 7 octobre 1988, est un footballeur tanzanien évoluant au poste d'attaquant.

## Carrière
Tegete est formé à la Makongo Academy jusqu'en 2007 où il rejoint le Young Africans Football Club. Il reçoit sa première cape internationale en 2006.

## Palmarès
- Champion de Tanzanie en 2008, 2009 et 2011 avec les Young Africans